# Operação Boca Livre
Operação Boca Livre é uma operação da Polícia Federal do Brasil em conjunto com a Controladoria Geral da União deflagrada em 28 de junho de 2016 contra fraudes de R$ 180 milhões na Lei Rouanet. De acordo com as investigações, os recursos públicos oriundos da legislação pagaram confraternizações de empresas e até festas de casamento.
A organização apresentava projetos ao Ministério da Cultura e à Secretaria da Cultura do Estado de São Paulo para a aprovação e utilização de verbas de incentivo fiscal previstas na Lei Rouanet. As investigações mostram que os recursos foram usados para custear eventos corporativos, shows com artistas famosos em festas privadas para grandes empresas, livros institucionais e até mesmo festa de casamento, segundo o Ministério da Transparência. O desvio ocorria por meio de diversas fraudes, como superfaturamento, apresentação de notas fiscais relativas a serviços e produtos fictícios, projetos duplicados e contrapartidas ilícitas realizadas às incentivadoras.

## Histórico
1ª Fase - Em 28 de junho de 2016, 124 policiais federais e servidores da Controladoria Geral da União cumpriram 14 mandados de prisão temporária e 37 mandados de busca e apreensão em São Paulo, Rio de Janeiro e no Distrito Federal, todos expedidos pela 3ª Vara Federal Criminal em São Paulo. A investigação cita o Ministério da Cultura, as empresas Bellini Eventos Culturais, Scania, KPMG e o escritório de advocacia Demarest, Roldão, Intermedica Notre Dame, Laboratório Cristalia, Lojas 100, Nycomed Produtos Farmacêuticos e Cecil. Foram 14 presos na operação. Os donos da produtora Bellini Cultural e o produtor cultural Fábio Ralston estão entre os presos.
2ª Fase - Em 27 de outubro de 2016, a Polícia Federal de São Paulo deflagrou a segunda fase da operação que investiga empresas patrocinadoras de projetos culturais aprovados no Ministério da Cultura, por meio da Lei Rouanet. A PF cumpriu 29 mandados de busca e apreensão expedidos pela 3ª Vara Criminal de São Paulo nos estados de São Paulo e no Paraná. Os mandados foram cumpridos nas cidades de Jundiaí, Cerquilho, Várzea Paulista, Campinas, São Paulo, Osasco, São Bernardo do Campo, Santo André, Barueri e Curitiba. No mesmo dia, o Ministério da Transparência, Fiscalização e Controladoria-Geral da União divulgou nota informando que está apoiando as investigações. Segundo a pasta, "os projetos com indicativos de reprovação de contas alcançam o montante de R$ 28,7 milhões, podendo superar R$ 58 milhões, considerando as prestações de contas ainda em análise".

## Reações

### Ministério da Cultura
Em 28 de junho de 2016, o ministro da Justiça, Alexandre de Moraes, afirmou, durante uma entrevista coletiva em São Paulo, que o problema não é a Lei Rouanet, mas sim a "ausência de mecanismos preventivos".
| “ | "Nós vimos a gravação de um vídeo do casamento, uma festa boca livre que nós pagamos. No meu casamento, eu paguei. Por sinal, fiquei pagando um ano ainda. No casamento desse senhor que pagou com a Lei Rouanet foi em um hotel cinco estrelas em Florianópolis com direito a vídeo gravado. Nós achamos que tivesse sido contratados modelos para fazer o vídeo. Eram os convidados mesmo, champanhe sendo aberto e isso com a Lei Rouanet" | ” |

### KPMG
A KPMG no Brasil informou que não é objeto de investigação na operação conduzida pela Polícia Federal e que o fato da PF comparecer ao escritório se deu pelo cumprimento de diligência para coletar documentos referentes a contratos com empresas de publicidade e propaganda,alvos da investigação, e que prestaram serviços para a KPMG no apoio a projetos culturais.

### Scania
A Scania informou que está colaborando integralmente com a investigação e à disposição das autoridades.

### Laboratório Cristália
O Laboratório Cristália afirmou que todos os projetos inscritos na Lei Rouanet foram apresentados na forma da lei pelos agentes culturais como aprovados pelo Ministério da Cultura. A Companhia reforça que está colaborando com a investigação, bem como executa as melhores práticas de governança e ética em suas operações administrativas e comerciais.

### Intermédica
De acordo com o grupo, o comparecimento da PF se deu pelo cumprimento de diligência para coleta de documentos e informações relacionados a empresas terceiras de marketing de eventos, alvos da investigação, que prestaram serviços ao Grupo NotreDame Intermédica no âmbito da Lei Rouanet. O Grupo NotreDame Intermédica informa que não é objeto de investigação na operação conduzida pela Polícia Federal e enfatiza que não cometeu qualquer irregularidade, e informa, ainda, que colaborou e continuará a contribuir com as autoridades na investigação.

### Lojas Cem
A empresa alegou que deu todo o apoio ao bom andamento da diligência e comprometeu-se a prestar toda a colaboração necessária para o esclarecimento dos fatos.